# Retroaktivitet
|  | Wiktionary har en ordboksartikel om retroaktiv. |

Retroaktivitet innebär giltighet även för förhållanden i det förflutna.
Termen används bland annat i lagstiftningssammanhang. Retroaktiv lagstiftning anses där som rättsvidrig eftersom den strider mot legalitetsprincipen.
Inom arbetslivet  innebär retroaktiv lön en ytterligare utbetalning av lön för en tidigare period, baserad på nya avtalsförhållanden.
Inom sporten kan en retroaktiv mästare utses om den tidigare vinnaren diskvalificeras.